# Ivana Popovic
Ivana Popovic (Sydney, 19 settembre 2000) è una tennista australiana.

## Vita personale
Suo fratello, Milislav Popovic, è un giocatore professionista di calcio.

## Carriera
Ivana Popovic ha vinto 2 titoli in doppio nel circuito ITF. Il 10 agosto 2020, ha raggiunto il bast ranking in singolare raggiungendo la 354ª posizione mondiale, mentre il 15 novembre 2021 ha raggiunto la 250ª posizione in doppio.
Ivana ha fatto il suo debutto di un torneo WTA al Gippsland Trophy 2021, dove è entrata nel tabellone di doppio grazie ad una wildcard insieme alla connazionale Abbie Myers, uscendo sconfitte al secondo turno dalle russe Anna Blinkova e Veronika Kudermetova.

## Statistiche ITF

### Singolare

#### Sconfitte (1)
| Torneo $100.000 (0) |
| Torneo $80.000 (0)  |
| Torneo $60.000 (0)  |
| Torneo $40.000 (0)  |
| Torneo $25.000 (2)  |
| Torneo $15.000 (0)  |

| N. | Data             | Torneo             | Superficie | Avversaria in finale | Punteggio |
| 1. | 23 dicembre 2023 | Eves Open, Papamoa | Cemento    | Talia Gibson         | 3-6, 4-6  |

### Doppio

#### Vittorie (2)
| Torneo $100.000 (0) |
| Torneo $80.000 (0)  |
| Torneo $60.000 (0)  |
| Torneo $40.000 (0)  |
| Torneo $25.000 (2)  |
| Torneo $15.000 (0)  |

| N. | Data           | Torneo                              | Superficie  | Compagna          | Avversarie in finale                          | Punteggio   |
| 1. | 20 luglio 2019 | Schönbusch Open, Aschaffenburg      | Terra rossa | Tatiana Pieri     | Irene Burillo Escorihuela Despina Papamichail | 7-6(5), 6-4 |
| 2. | 19 agosto 2023 | Vrnjačka Banja Open, Vrnjačka Banja | Terra rossa | Elena Milovanović | Diletta Cherubini Laura Hietaranta            | 6-4, 6-1    |

#### Sconfitte (1)
| Torneo $100.000 (0) |
| Torneo $80.000 (0)  |
| Torneo $60.000 (0)  |
| Torneo $40.000 (0)  |
| Torneo $25.000 (1)  |
| Torneo $15.000 (0)  |

| N. | Data              | Torneo                         | Superficie | Compagna        | Avversarie in finale | Punteggio        |
| 1. | 25 settembre 2021 | Fort Worth Women's, Fort Worth | Cemento    | Rasheeda McAdoo | Sophie Chang Amy Zhu | 6-4, 3-6, [8-10] |